# Kaká (fotbollsspelare född 1999)
Andressa Karolaine "Kaká" Freire Gomes Ferreira, mer känd under artistnamnet Kaká, född den 2 augusti 1999 i Brasília, är en brasiliansk fotbollsspelare.

## Karriär
Kaká inledde sin seniorkarriär i Minas Brasília år 2018. Hon har även spelat för Santos innan hon 2024 kontrakterades av São Paulo FC. Hon debuterade i Brasiliens damlandslag år 2024.